# سانتیاگو رامون کاخال
سانتیاگو رامون ئی کاخال (به اسپانیایی: Santiago Ramón y Cajal) (ناوارا، ١ مه ١٨٥٢ – مادرید، ١٧ اکتبر ١٩٣٤) ‏زیست‌شناس اسپانیایی و متخصص بافت‌شناسی و آسیب‌شناسی آناتومیک و برنده جایزه نوبل فیزیولوژی و پزشکی در سال ۱۹۰۶ به خاطر مطالعه سیستم عصبی بود.
وی در سال ۱۹۰۶، جایزه نوبل فیزیولوژی و پزشکی را برای کشف مکانیسم‌های ریخت‌شناسی و روندهای اتصالی یاخته‌های عصبی از آن خود کرد. نظریهٔ نوین و انقلابی او که بعدها به نام "دکترین نورون" خوانده شد، بر این اساس بود که بافت مغزی از یاخته‌های منفردی تشکیل شده‌است.

## زندگی
سانتیاگو فرزند خوستو رامون کاساسوس (به اسپانیایی: Justo Ramón Casasús) و آنتونیا کاخال (به اسپانیایی: Antonia Cajal) بود که هر دو اهل روستای لارس (به اسپانیایی: Larrés)بودند. کودکیش در جابه‌جایی‌های مکرر به همراه پدر جراحش گذشت. پدرش در ابتدا به عنوان دستیار جراح مشغول به کار شد و به جهت کسب معاش به آرایشگری و حجامت نیز مبادرت ورزید.
در سن هشت سالگی پدرش جهت شروع کار جراحی به یک شهر بزرگتر نقل مکان کرد، در همین شهر بود که رامون به نقاشی علاقه‌مند شد. در سال ١٨٦٦ به دلیل علاقه مفرط به نقاشی پدرش او را تنبیه کرده و به دست کفاشی سخت‌گیر سپرد و سرانجام کاخال در حرفه کفاشی به درجه بالایی از مهارت رسید. سانتیاگو تحصیلات ابتدایی را در دبستان مذهبی خاکا (به اسپانیایی: Jaca) انجام داد و دورهٔ دبیرستان را در در دبیرستان ئوسکا (به اسپانیایی: Huesca) گذراند. دوران دبیرستان او با ناآرامی‌های اجتماعی در اسپانیا هم‌زمان بود که منجر به تبعید ایزابل دوم و جمهوری اول اسپانیا شد.در سال ١٨٦٨ و در پایان دورهٔ دبیرستان، سانتیاگو نیز به صف انقلابیون پیوست.

## بزرگسالی و زندگی حرفه‌ای
سانتیاگو برای تحصیل در رشتهٔ پزشکی به ساراگوسا(به اسپانیایی: Zaragoza) رفت و در سال ١٨٧٠ خانواده اش نیز در این شهر به او پیوست. او در تحصیل موفق بود و در ژوئن ١٨٧٣ در سن ٢١ سالگی مدرک پزشکی خود را دریافت کرد. سپس به خدمت نظام فرا خوانده شد و در هنگ پنجم تحت فرمان امیلیو کاستلار (به اسپانیایی: Emilio Castelar)، رئیس جمهور وقت خدمت کرد.

### پزشکی در ارتش و جنگ کوبا
کاخال نخستین ماههای خدمت در ارتش را در ساراگوسا سپری کرد. سپس ادارهٔ بهداری ارتش برای پزشکان امتحان ورودی برگزار کرد که کاخال از میان ١٠٠ نفر مقام ششم را به دست آورد و با درجهٔ سرهنگی به بورگوس (به اسپانیایی: Burgos) فرستاده شد. در این هنگام، جنگ استقلال کوبا در جریان بود و کاخال با درجهٔ کاپیتانی به کوبا فرستاده شد. این ارتقای درجه به دلیل سفر دریایی طولانی و پرخطر بود. کاخال پیش از سفر شیفتهٔ پارکها و باغهای هاوانا و پوشش گیاهی گرمسیری شد که در کتاب‌ها دربارهٔ آن خوانده بود. اما، به زودی دریافت که این آب و هوا به مذاق اروپاییها خوش نمی‌آید. به علاوه، عدم وجود پوشش گیاهی وسیعی که او در خیال پرورانده بود و حضور چشمگیر پشه‌های حامل مالاریا، تصورات رمانتیک کاخال از جزیره را نابود کردند.
پدرش چند سفارشنامه به دست آورده بود تا بتواند به محلی بهتر اعزام شود، اما کاخال آن‌ها را رد کرد. در نتیجه به بدترین مقصد ممکن فرستاده شد که درمانگاه ویستاهرموسا (به اسپانیایی: Vistahermosa) در استان کاماگویی (به اسپانیایی: Camagüey) بود که یکی از خطرناکترین نقاط جزیره بود. کار در این شرایط و در منطقه‌ای مردابی با سربازان بیماری که دچار مالاریا و اسهال خونی بودند، باعث تحلیل جسمانی کاخال شد و خود نیز به همان بیماری‌ها دچار شد. پس از طی دوران نقاهت به درمانگاه سان ایسیدرو (به اسپانیایی: San Isidro) فرستاده شد که شرایطی به مراتب بدتر داشت. پس از چند بار جابه‌جایی بالاخره در ژوئن ١٨٧٥ به اسپانیا بازگشت.
تجربیات او از دیوانسالاری ارتش در طول اقامتش در کوبا به تلخی بیماری‌هایی بودند که دچارشان شد. کاخال مجبور به مقابله با هرج و مرج اداری، بی‌لیاقتی و بی اخلاقی برخی فرماندهان ارتش شد زیرا از فرمانده تا آشپزها و حتا برخی درجه‌داران بالاتر غذا و سایر مایحتاج بیماران و مجروحان را برای خود برمی‌داشتند. این تجربیات تلخ باعث شد که کاخال برای ترک کوبا درخواست اجازه کند و پس از تشخیص لاغری مفرط ناشی از مالاریا و به علت ناتوانی در خدمت در جبهه با درخواست او موافقت شد. کاخال مجبور شد به کارمند شیفت رشوه دهد تا بتواند نیمی از حقوق معوقهٔ خود را دریافت کند.
در بازگشت به اسپانیا و با مراقبهای مادر و خواهرانش، او به تدریج سلامتی خود را به دست آورد.

### آغاز علاقه به پژوهش
در سال ١٨٧٥ کاخال تحصیل در دکترا را آغاز کرد و این شروع کار علمی او بود. در سال ١٨٧٧ و در سن بیست‌وپنج سالگی مدرک دکترا را دریافت کرد. او در سال ١٨٧٦، حتا پیش از شروع به کار به عنوان دستیار کشیک و دیدن بیماران در مطب خصوصی پدرش، خود هزینهٔ خرید اولین میکروسکوپش را پرداخت. کاخال در ساراگوسا مشغول به کار شد و این آغاز دورانی پر فراز و نشیب در زندگی او بود. سال ١٨٧٨ برایش سالی شوم بود، چرا که در آن سال به بیماری سل مبتلا شد. اما سال ١٨٧٩ سالی موفقیت‌آمیز بود و کاخال به مدیریت موزه‌های آناتومی ساراگوسا برگزیده شد. در همین سال با سیلوریا فانیاناس گارسیا (به اسپانیایی: Silveria Fañanás García) ازدواج کرد و بعدها با او صاحب هفت فرزند شد.
در سال ١٨٨٣ کرسی آناتومی تشریحی دانشکده پزشکی والنسیا را به دست آورد و در همان جا به مطالعهٔ اپیدمی وبایی که شهر را در سال ١٨٨٥ تکان داد پرداخت. در سال ١٨٨٧ به بارسلون رفت و به عنوان استاد در کرسی نوپای بافت‌شناسی در دانشکدهٔ پزشکی دانشگاه بارسلون مشغول شد. در سال ١٨٨٨ که کاخال آن را "سال اوج خود" خوانده است، مکانیسمهای ریخت‌شناسی و روندهای اتصالی یاخته‌های عصبی در مادهٔ خاکستری مغز سیستم عصبی مغزی-نخاعی را کشف کرد.
نظریهٔ او در سال ١٨٨٩ در کنگرهٔ انجمن آناتومی آلمان که در برلین برگزار شد، مورد پذیرش قرار گرفت. بر اساس این نظریه، که بعدها با عنوان نظریه نورونی مشهور شد، ساختار سیستم عصبی به عنوان مجموعه‌ای از واحدهای مستقل جدا از هم تعریف می‌شود. این نظریه هم‌چنین به قانون پولاریزاسیون دینامیک می‌پردازد که بر اساس آن می‌توان انتقال یکسویه تحریک عصبی را توضیح داد. وی با کشف انتهای سبدی شکل فیبرهای صعودی نشان داد که تماس بین سلول‌های عصبی از هر سو ممکن نیست و این تماس نه میان دندریتها با همدیگر و نه میان شاخه‌هایی از فیبرهای عصبی است، بلکه میان شاخه‌های عصبی از یک طرف و جسم سلولی و زوائد دندریتیک از طرف دیگر وجود دارد.
در سال ١٨٩٢، کاخال کرسی بافت‌شناسی و بافت‌شیمی نرمال و آناتومی پاتولوژی دانشگاه مرکزی مادرید را پذیرفت. او توانست از دولت بخواهد که آزمایشگاه پژوهشهای زیست‌شناسی را تأسیس کند و خود از هنگام تأسیس آن در ١٩٠٢ تا سال ١٩٢٢ که به مؤسسهٔ کاخال رفت در این آزمایشگاه کار کرد. پس از آن تا هنگام مرگ در مؤسسهٔ کاخال به کار پرداخت. از سال ١٨٩٢ تا ١٩٠٤، اثر اصلیش کتاب بافت‌شناسی سیستم عصبی انسان و مهره‌داران را به صورت جزوه چاپ کرد. چاپ کتاب تخریب و بازسازی سیستم عصبی در سال‌های ١٩١٣ تا ١٩١٤ صورت گرفت.

## جوایز و افتخارات
او جوایز و افتخارات متعددی از مراکز علمی سراسر جهان کسب کرده‌است که عبارت اند از مدال هلمهولتز (١٩٠٥)، جایزهٔ ملی مسکو(١٩٠٠)، دکترای افتخاری از دانشگاه‌های کلارک، بوستون، سوربون و کمبریج در سال ١٨٩٩.
در نیمه‌شب ٦ اکتبر ١٩٠٦، کاخال تلگرافی از سوئد دریافت کرد. در این تلگرام به او اطلاع داده شده بود که جایزه نوبل فیزیولوژی و پزشکی را به‌طور مشترک با کامیلو گلژی دریافت کرده‌است. نخستین واکنش او این بود که گفت این شوخی دانشجویانش است و به رختخواب رفت. تنها فردای آن روز با خواندن خبر در روزنامه آن را باور کرد.
در سال ١٩٥٢ و پس از مرگ، فرانسیسکو فرانکو لقب مارکس رامون کاخال را به او داد.

## نگارخانه

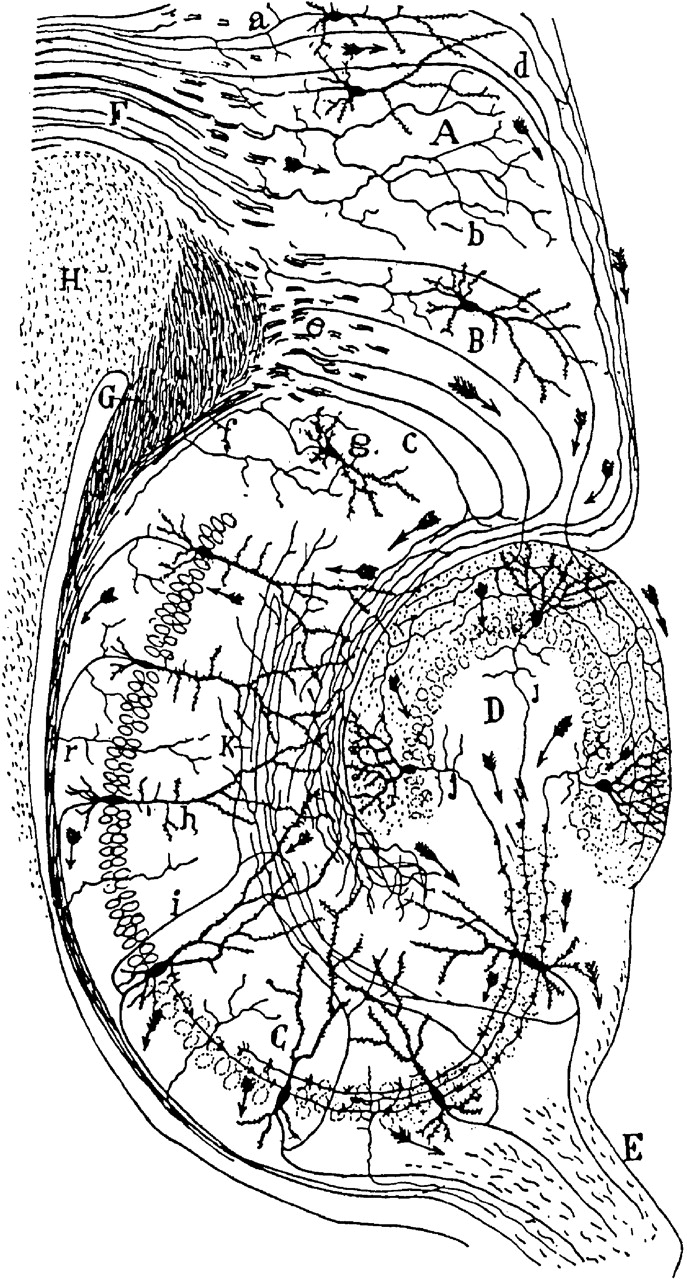
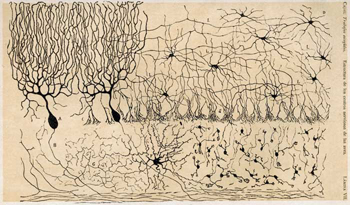
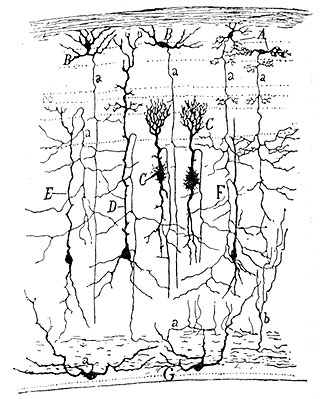
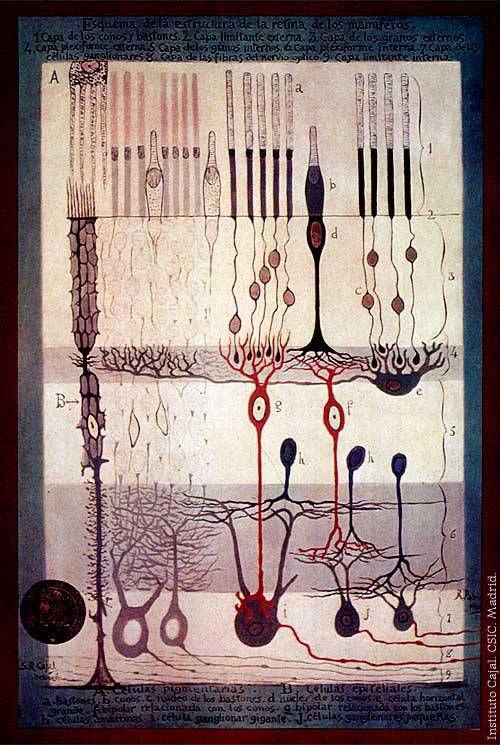
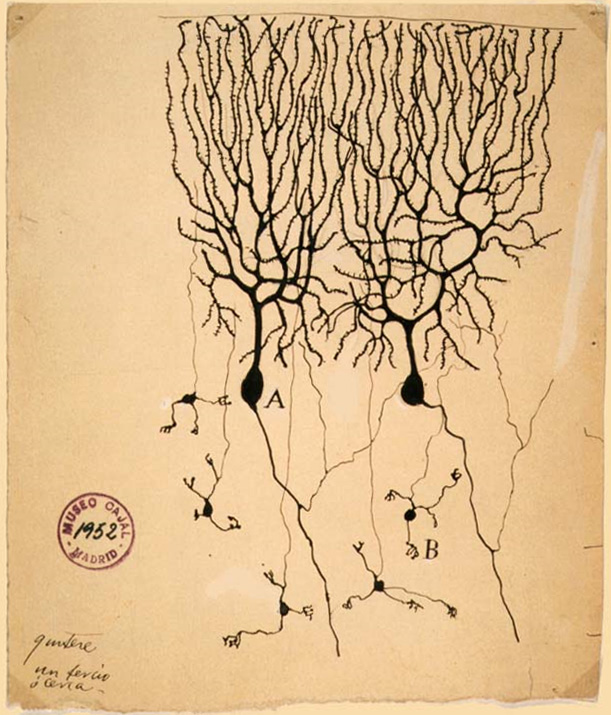
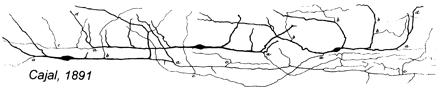
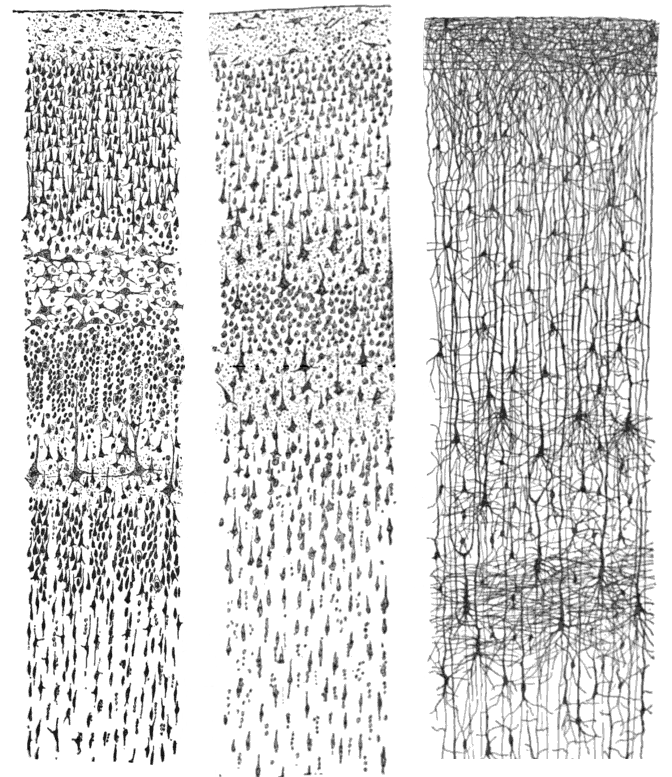